# ناصر آقایی (بوکسور)
ناصر آقایی (انگلیسی: Nasser Aghaei; ۲۰ ژانویهٔ ۱۹۴۴ – ۲۷ دسامبر ۲۰۰۹) یک بوکسور اهل ایران بود.
وی در مسابقات کشوری و بین‌المللی در مجموع برندهٔ ۱ مدال طلا، ۲ مدال برنز شده‌است.
وی در سال ۱۹۶۳ در بانکوک، قهرمان وزن ۵۱ کیلوگرم شد تا برنده اولین طلایی تاریخ بوکس ایران لقب بگیرد. در بازی‌های آسیایی ۱۹۶۶ سوم شد. سال بعد در کلمبو مجدداً برنز گرفت. قهرمانی در جام‌های دستکش طلایی سانفرانسیسکو و لس آنجلس از دیگر افتخارات ناصر آقایی است. روز عاشورا سال ۱۳۸۸ خورشیدی در تهران دچار ایست قلبی شد و در ۶۴ سالگی درگذشت.